# Теорема Клеро — Шварца
Теорема Клеро — Шварца (рівність змішаних похідних) — теорема в математичному аналізі, про те, що зміна порядку обчислення часткових похідних в функції багатьох змінних
{\displaystyle f\left(x_{1},\,x_{2},\,\ldots ,\,x_{n}\right)}
не змінює результату, якщо цей результат є неперервною функцією. Тобто, справедливі рівності записів:
{\displaystyle {\frac {\partial }{\partial x}}\left({\frac {\partial f}{\partial y}}\right)\ =\ {\frac {\partial }{\partial y}}\left({\frac {\partial f}{\partial x}}\right)\qquad {\text{or}}\qquad {\frac {\partial ^{2}\!f}{\partial x\,\partial y}}\ =\ {\frac {\partial ^{2}\!f}{\partial y\,\partial x}}.}
А також в такій формі:
{\displaystyle \partial _{x}\partial _{y}f=\partial _{y}\partial _{x}f\qquad {\text{or}}\qquad f_{yx}=f_{xy}.}
І в формі добутку диференціальних операторів:
{\displaystyle D_{i}\circ D_{j}=D_{j}\circ D_{i}}.
Названа на честь її першовідкривачів Клода Клеро та Германа Шварца. 
Шварца довів теорему про достатні умови для цієї рівності. 

## Теорема Шварца
Додедення достатньо провести для функції двох змінних, оскільки при обчисленні часткових похідних, інші змінні вважаються константами.
Додедення достатньо провести лише для других мішаних похідних.
Доведення використовує теорему про середнє значення.
Для функції {\displaystyle f(x,y)}, яка є неперервною та має неперервні перші часткові похідні та другі мішані похідні ( {\displaystyle \partial _{x}\partial _{y}f,\partial _{y}\partial _{x}f}) в околі точки {\displaystyle (a,b)}, визначимо функції:
{\displaystyle {\begin{aligned}u\left(h,\,k\right)&=f\left(a+h,\,b+k\right)-f\left(a+h,\,b\right),\\v\left(h,\,k\right)&=f\left(a+h,\,b+k\right)-f\left(a,\,b+k\right),\\w\left(h,\,k\right)&=f\left(a+h,\,b+k\right)-f\left(a+h,\,b\right)-f\left(a,\,b+k\right)+f\left(a,\,b\right).\end{aligned}}}
Де числа {\displaystyle \left|h\right|,\,\left|k\right|<\varepsilon }, для {\displaystyle \varepsilon >0} та {\displaystyle \left[a-\varepsilon ,\,a+\varepsilon \right]\times \left[b-\varepsilon ,\,b+\varepsilon \right]} належить області визначення.
За теоремою про середні значення, для фіксованих не нульових h та k  в інтервалі {\displaystyle (0,1)} існують {\displaystyle \theta ,\theta ',\phi ,\phi '}, для яких:
{\displaystyle {\begin{aligned}w\left(h,\,k\right)&=u\left(h,\,k\right)-u\left(0,\,k\right)=h\,\partial _{x}u\left(\theta h,\,k\right)\\&=h\,\left[\partial _{x}f\left(a+\theta h,\,b+k\right)-\partial _{x}f\left(a+\theta h,\,b\right)\right]\\&=hk\,\partial _{y}\partial _{x}f\left(a+\theta h,\,b+\theta ^{\prime }k\right)\\w\left(h,\,k\right)&=v\left(h,\,k\right)-v\left(h,\,0\right)=k\,\partial _{y}v\left(h,\,\phi k\right)\\&=k\left[\partial _{y}f\left(a+h,\,b+\phi k\right)-\partial _{y}f\left(a,\,b+\phi k\right)\right]\\&=hk\,\partial _{x}\partial _{y}f\left(a+\phi ^{\prime }h,\,b+\phi k\right).\end{aligned}}}
Поділивши рівності на {\displaystyle hk}:
{\displaystyle {\begin{aligned}hk\,\partial _{y}\partial _{x}f\left(a+\theta h,\,b+\theta ^{\prime }k\right)&=hk\,\partial _{x}\partial _{y}f\left(a+\phi ^{\prime }h,\,b+\phi k\right),\\\partial _{y}\partial _{x}f\left(a+\theta h,\,b+\theta ^{\prime }k\right)&=\partial _{x}\partial _{y}f\left(a+\phi ^{\prime }h,\,b+\phi k\right).\end{aligned}}}
Та спрямувавши {\displaystyle h,\,k} до нуля, і використавши неперервність {\displaystyle \partial _{y}\partial _{x}f} та {\displaystyle \partial _{x}\partial _{y}f} отримаємо
{\displaystyle {\frac {\partial ^{2}}{\partial x\partial y}}f\left(a,\,b\right)={\frac {\partial ^{2}}{\partial y\partial x}}f\left(a,\,b\right).}
Існують також інші доведення цієї теореми.